# Баркуль
Баркуль (Баркёль, Баликунь) (уйг. Баркёль‎) — посёлок, расположенный на северном склоне Тянь-Шаня в Синьцзян-Уйгурском автономном районе КНР. Место пребывания властей Баркёль-Казахского автономного уезда.

## История
Посёлок расположен в пределах исторической области Джунгария, к северу от Тянь-Шаня. Посёлок состоит из двух частей:
- восточной (военной и маньчжурской) и
- западной (торговой и тюркской).

Обе части обнесены глиняными стенами и имеют четырёхугольную форму, промежуток между ними около 100 м. В начале XX века «Торговый город» занимал далеко не всё пространство между стенами. В центре посёлка Баркуль — высокая башня. Самая длинная улица — Восточная: это непрерывный ряд магазинов. До культурной революции торговля в Баркуле была очень оживлённой.
В самом посёлке нет деревьев, но в окрестностях множество садов и огородов.

## Транспорт
Посёлок находится на пересечении дороги S326, идущей от Баркуля на север, в сторону границы с Монголией, и дороги S303, идущей с востока на запад.